# Дифенилкетон
Дифенилкетон (бензофенон, дифенилметанон) — это органическое соединение, относится к классу ароматических кетонов. Обладает свойством поглощать и отражать УФ-излучение. Ингибитор полимеризации стирола, фиксатор запаха, фотостабилизатор.

## Свойства

### Общие
Способен поглощать и отражать УФ-излучение, обладает некоторыми свойствами консервантов, имеет специфический запах, напоминающий запах герани и розы.

### Физические свойства
Существует в двух аллотропных модификациях — лабильной и стабильной. Лабильная форма — бесцветные кристаллы;
tпл.=26,5 °C; tкип.=305 °C. Стабильная форма — ромбические кристаллы. Физические свойства стабильной формы описаны в таблице.

### Химические свойства
Мягкий окислитель. Химические свойства соответствуют кетонам и ароматическим соединениям.
Существует одна характерная реакция для дифенилкетона. Если поместить в герметичную ампулу смесь дифенилкетона с этиловым спиртом и оставить ампулу под действием солнечного света в течение недели, то из-за свойства дифенилкетона поглощать электромагнитное излучение может произойти окислительно-восстановительная реакция, этиловый спирт при этом окисляется до этаналя и образовывается дигидрокситетрафенилэтан с выходом более 80 %.

## Применение

### Общее
Дифенилкетон способен поглощать и отражать УФ-излучение, благодаря чему он может длительное время сохранять вещества от действия света. Поэтому его используют в качестве фотостабилизатора и фиксатора запаха и добавляют в отдушку для мыла, некоторые духи, косметику для защиты кожи от УФ-излучения, а также в некоторые красители и пигменты для защиты от УФ-излучения. Более широко получили своё применение производные бензофенона, одним из которых является кетон Михлера, тоже фотосенсибилизатор.

### Парфюмерия
Парфюмерные изделия упаковываются в прозрачные флаконы для того, чтобы создавать представительный вид, но от этого они не достаточно защищены от ультрафиолетового излучения, поэтому в парфюмерные изделия добавляют бензофенон, который дополнительно выполняет функции фиксатора запаха. Сам бензофенон хоть и имеет запах герани и розы, но не принимает активного участия в формировании запаха.

### Косметика
В косметике активно используются солнцезащитные фильтры на основе бензофенона, такие как бензофенон-1, бензофенон-2, бензофенон-3 (оксибензон), бензофенон-4 и другие. Они защищают кожу от широкого спектра УФ-излучения.

## Получение
Получить дифенилкетон можно несколькими способами:

## Открытие
Дифенилкетон был независимо получен Э. М. Пелиго и Мичерлихом в 1834.

## Токсичность
В больших концентрациях бензофенон способен вызывать покраснение кожи и слизистых оболочек, при вдыхании паров отёки и боли в горле. Последние исследования показали, что бензофенон провоцирует аллергическую реакцию организма даже при небольших количествах. Следует препятствовать попаданию больших количеств бензофенона на кожу и слизистые оболочки. Токсичен при приёме внутрь.
Попадая в морскую воду с кожи купающихся людей, бензофенон-3 (оксибензон), содержащийся в кремах от загара, уничтожает личинки кораллов, препятствуя их размножению. Токсичен для них уже в концентрации 62 части на триллион частей воды, в воде у некоторых южных пляжей этот уровень превышен в 12 раз.